# Robert Mercer
Robert Leroy Mercer (sinh ngày 11 tháng 7 năm 1946) là một nhà khoa học máy tính người Mỹ, là nhà phát triển trí tuệ nhân tạo thuở ban đầu và đồng CEO của Renaissance Technologies, một quỹ tự bảo hiểm rủi ro.
Mercer đóng một vai trò quan trọng trong chiến dịch Brexit bằng cách trả tiền các dịch vụ phân tích dữ liệu cho Nigel Farage. Ông cũng là một nhà tài trợ chính của các tổ chức hỗ trợ các mục đích chính trị cánh hữu tại Hoa Kỳ, như Breitbart News và cuộc vận động bầu cử tổng thống 2016 của Donald Trump  Ông là ân nhân của ủy ban hành động chính trị Make America Number 1.
Vào tháng 11 năm 2017, Mercer tuyên bố ông sẽ từ bỏ các chức vụ tại Renaissance Technologies và bán các cổ phần tại Breitbart News cho các cô con gái của mình.